# Billy Ficca
Billy Ficca, rodným jménem William Joseph Ficca, (* 15. února 1950) je americký bubeník. V roce 1973 spoluzaložil kapelu Television. Se skupinou hrál až do jejího rozpadu v roce 1978, v devadesátých letech a od roku 2001, kdy byla obnovena, s ní opět vystupoval. Se skupinou nahrál všechna tři její alba: Marquee Moon (1977), Adventure (1978) a Television (1992). Dále působil ve skupinách Washington Squares, Neon Boys, The Waitresses a spolupracoval s dalšími hudebníky, jako byli například Gary Lucas, Nona Hendryx a Brian Ritchie. Také hrál na albech svých spoluhráčů ze skupiny Television, Toma Verlaina (Warm and Cool) a Richarda Lloyda (The Radiant Monkey a The Jamie Neverts Story).